# 東海藝術街商圈

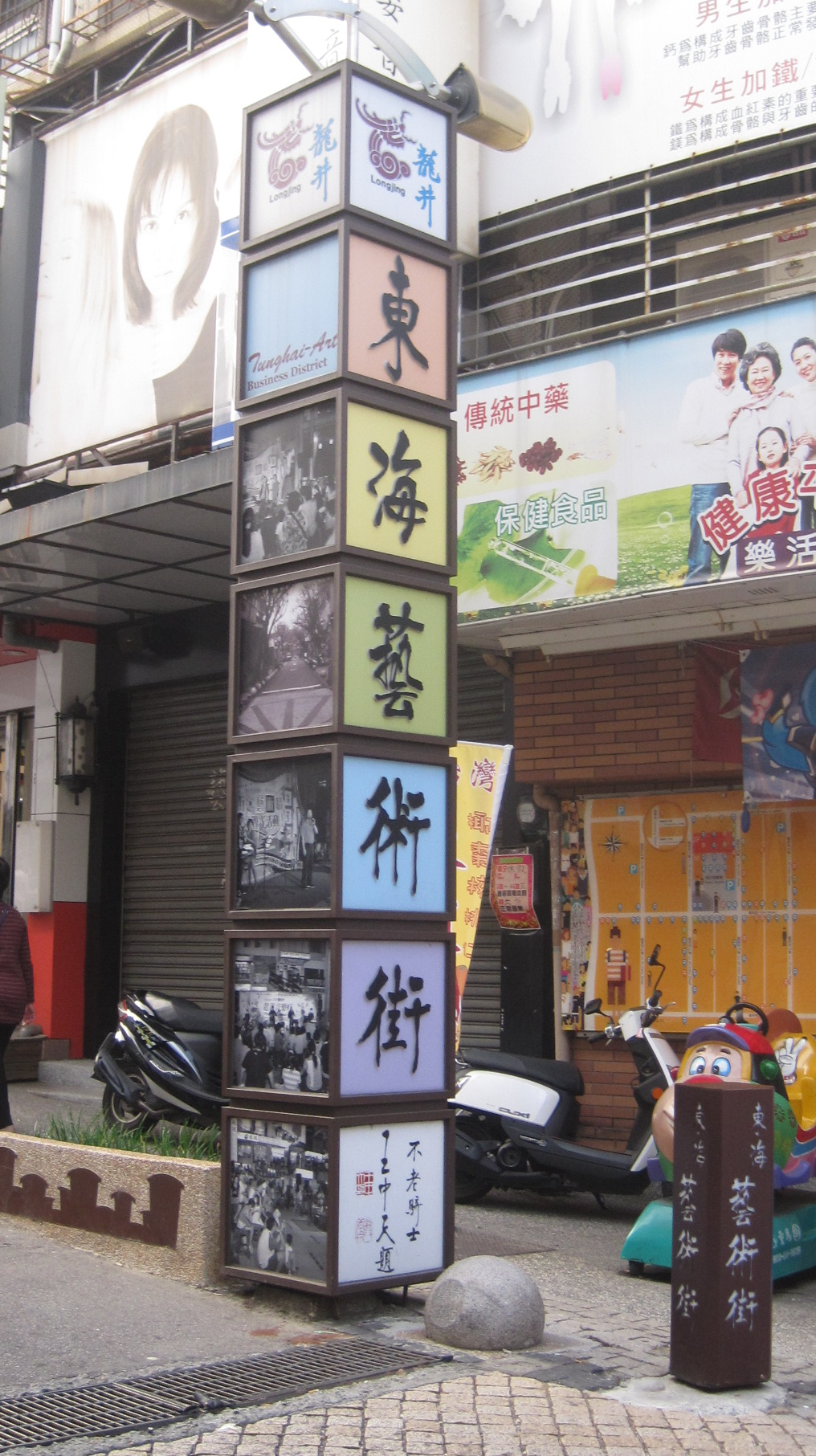
入口豎立「東海藝術街」招牌告示街坊路人與遊客來到東海藝術街商圈。

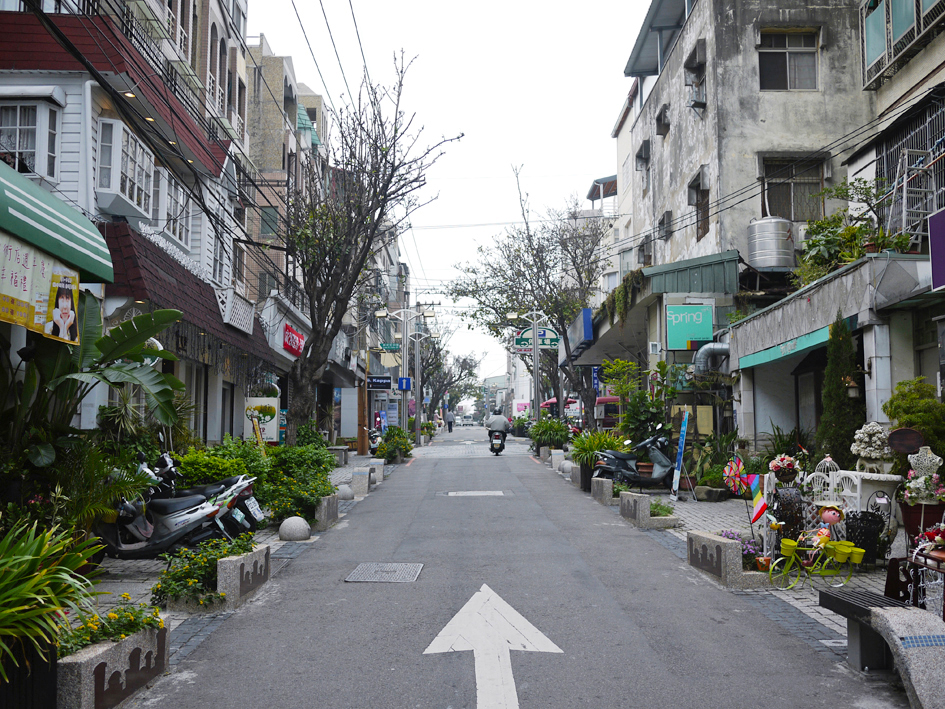
東海藝術街的街景

東海藝術街商圈，略稱為東海藝術街，是臺灣一處以「藝術街坊」為主題來發展的商圈，多為古董、茶坊及咖啡店等特色店家，位於臺中市龍井區國際街、藝術街、藝術南街，故亦稱為東海國際藝術街。由於東海藝術街商圈的位置緊鄰東海大學與東海別墅夜市，恰以臺灣大道相隔望之。

## 歷史

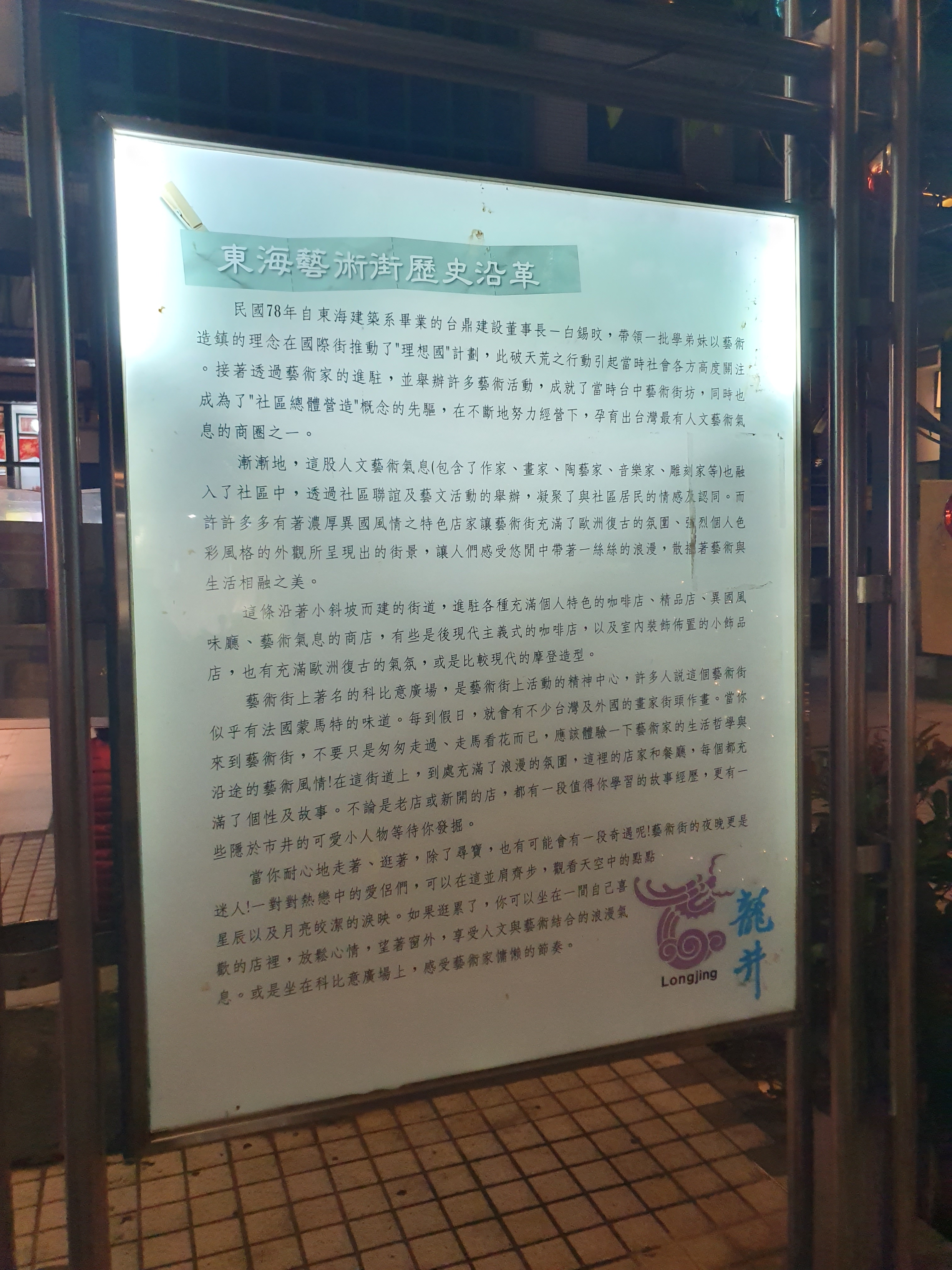
東海藝術街歷史沿革簡介

1979年、1980年之間，同為大型社區的遠太集團遠東國際城陸續竣工，1980年後由東海大學建築系出身的理想國建設公司接手後續規劃出理想國一到五期。座落在東海大學後方的台中市龍井區新東里內，主要範圍在東海別墅與遠東國際城（理想國的前身）兩大社區。最初於1960年代興起，早期因為離市區較遠，且交通尚未發達，只有幾家小店提供東海學生與工業區上班族基本的生活機能。
1993年，已發展為一種市集形態的商圈，支撐其繁榮的主要消費群為東海大學的學生。由於早期沒有完善的都市計畫，使得道路狹窄而彎曲。每到傍晚時分華燈初上，人車十分擁擠，各式店面與攤販生意興盛。1999年底，原台中縣政府特將藝術街坊作整體性規劃，將原國際街2巷改為單向通車，設置人行步道並更名為藝術街。後來又陸續加入來自靜宜大學、弘光科技大學、中部科學園區與精密園區的消費族群，更擴大了商圈規模，成為今日的東海藝術街商圈。
2013年2月，臺中市政府經濟發展局正式宣布東海藝術街商圈成為臺中的第21個商圈。2014年6月，東海小學動工興建，2015年8月招生，使藝術街商圈將擁有小學。

## 周邊景點
以下是東海附近的觀光景點：
- 東海大學（文理大道、東海牧場、路思義教堂）
- 東海別墅夜市
- 台中都會公園
- 大肚山夜景（中科水塔、望高寮夜景公園）

## 交通
臺中市市區公車
- 台中客運：324
- 捷順交通：359
- 中鹿客運：361
- 台灣大道幹線公車 東海別墅站：300、301、302、303、304、305、306、307、308

## 外部連結
- （繁體中文）臺中市政府經濟發展局 臺中市龍井區商圈[]
- （繁體中文）玩台中-東海商圈美食地圖 （页面存档备份，存于）